# 佩利氏樸麗魚
佩利氏樸麗魚為輻鰭魚綱鱸形目隆頭魚亞目慈鯛科的其中一種，分布於非洲維多利亞湖流域，體長可達10.4公分，棲息在沙泥底質、植被生長的水域，屬肉食性，以昆蟲幼蟲、小魚等為食，生活習性不明。

## 擴展閱讀
維基物種上的相關：佩利氏樸麗魚